# Carl Ludwig Krug von Nidda
Carl Ludwig Krug von Nidda (* 11. Juni 1885 in Dresden; † 1. September 1976 in Frankfurt am Main) war ein deutscher Jurist.

## Leben
Er ist der jüngste Sohn des späteren Flügeladjutanten des letzten sächsischen Königs Hans Krug von Nidda auf Gersdorf und der Jutta-Maria Freiin von Salza und Lichtenau. Sein Vater stieg während des Ersten Weltkriegs zum General der Kavallerie auf. Roland Krug von Nidda ist sein jüngster Bruder.
Krug von Nidda, von Beruf Jurist, war von 1920 bis 1924 als Regierungsrat in Sachsen tätig. Von 1924 bis 1933 war er Referent beim Deutschen Verein für öffentliche und private Fürsorge (DV) und kehrte danach wieder in den sächsischen Staatsdienst zurück. Er trat 1935 zum Oberregierungsrat befördert in das Reichsministerium des Inneren ein und wurde 1938 zum Ministerialrat befördert.
Während der NS-Zeit gehörte er der NSDAP, der NSV und dem NS-Rechtswahrerbund an. Zudem war er Förderndes Mitglied der SS. Er war 1938 an einem Entwurf zum Reichswanderergesetz gegen sogenannte Nichtseßhafte beteiligt.
Nach dem Zweiten Weltkrieg war er von 1947 bis 1961 wieder wissenschaftlicher Referent beim DV und gehörte dem Hauptausschuss des DV an. Mit Hans Muthesius und Wilhelm Polligkeit war er eng befreundet.